# Bègles
Bègles – miejscowość i gmina we Francji, w regionie Nowa Akwitania, w departamencie Żyronda.
Według danych na rok 1990 gminę zamieszkiwały 22 604 osoby, a gęstość zaludnienia wynosiła 2269 osób/km² (wśród 2290 gmin Akwitanii Bègles plasuje się na 15. miejscu pod względem liczby ludności, natomiast pod względem powierzchni na miejscu 1063.).

## Współpraca
- Collado Villalba, Hiszpania
- Suhl, Niemcy
- Bray, Irlandia